# Толстоклювый печник-землекоп
Толстоклювый печник-землекоп (лат. Geositta crassirostris) —вид воробьиных птиц из семейства печниковых. Выделяют два подвида. Эндемик Перу.

## Описание
Толстоклювый печник-землекоп достигает длины 18,5—19 см и массы от 42 до 55 г. Половой диморфизм не выражен. У взрослых особей номинативного подвида бледное лицо с кремовым надбровьем. Макушка и верхняя часть тела до надхвостья коричневые или серовато-коричневые. Центральные рулевые перья коричневые или тёмно-коричневые, а остальные рулевые перья рыжеватые с тёмно-коричневыми кончиками. Кроющие перья крыльев коричневые или серо-коричневые с беловато-бурыми или бледно-коричневыми кончиками. Первостепенные маховые перья тёмные с большим количеством рыжего цвета на внутренних перьях, второстепенные маховые перья рыжие с широкой тёмной полосой ближе к концу, а третьестепенные — тёмно-коричневые с бледными серо-коричневыми краями. Подбородок белый или беловатый, грудь и брюхо бледно-серовато-бурые. Радужная оболочка коричневая. Тяжелый изогнутый клюв с черновато-серым или чёрным надклювьем и синевато-серым или синевато-серо-чёрным подклювьем. Ноги от беловатого до сероватого цвета. У представителей подвида G. c. fortis верхняя часть тела более красноватая, чем у номинативного, с более рыжеватой и менее тёмной полосой на маховых перьях.

## Места обитания и биология
Толстоклювый печник-землекоп обитает на засушливых склонах, усеянных валунами, с разбросанными кустарниками и столбчатыми кактусами. Встречается на высоте от 300 до 800 м над уровнем моря на прибрежных районах и на высоте от 2000 до 3500 м над уровнем моря в Андах.
Биология практически не исследована. Толстоклювый печник-землекоп добывает пищу на земле, поодиночке или парами. Рацион не описан, но в желудках находили части насекомых, растительные вещества и зёрна. Предполагается, что он гнездится в норе в земле, как и другие представители его рода.

## Подвиды и распространение
Выделяют два подвида:
- Geositta crassirostris fortis Berlepsch & Stolzmann, 1901 — Анды на юго-западе Перу (от Лимы до Арекипы)
- Geositta crassirostris crassirostris Sclater, 1866 — прибрежные холмы на западе Перу (Лима).